# Avenue de la Porte-de-la-Plaine
L'avenue de la Porte-de-la-Plaine est une voie du 15e arrondissement de Paris.

## Situation et accès

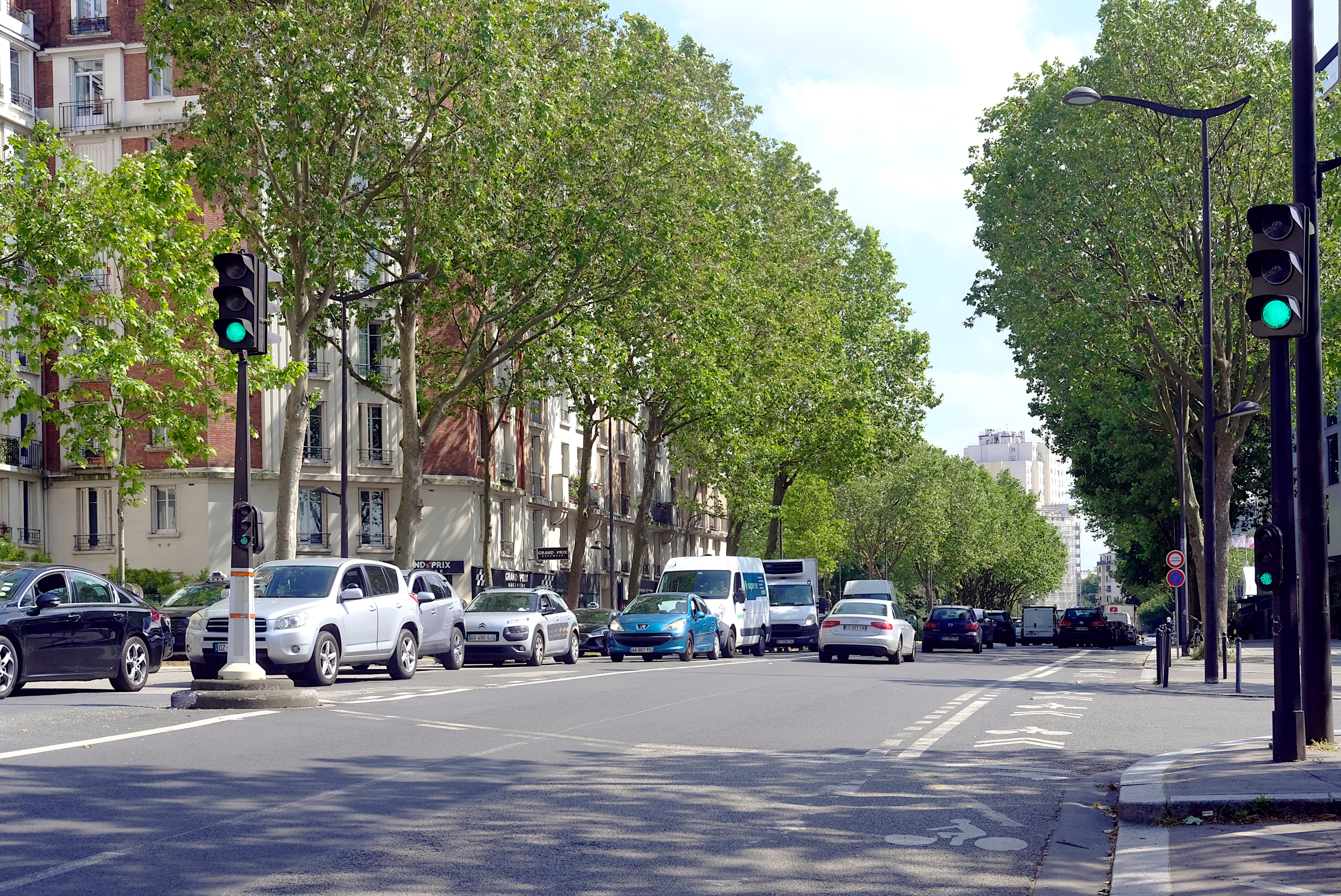
L'avenue de la Porte-de-la-Plaine vue depuis le boulevard Lefebvre (juin 2024).

## Origine du nom
Elle porte ce nom car elle est située en partie sur l'emplacement de l'ancienne porte de la Plaine de l'enceinte de Thiers à laquelle elle mène.

## Historique
La partie de l'avenue située entre le boulevard Lefebvre et l'avenue Albert-Bartholomé a été ouverte sur l'emplacement des bastions nos 72 et 73 de l'enceinte de Thiers.
La partie de l'avenue située entre l'avenue Albert-Bartholomé et la place des Insurgés-de-Varsovie a été ouverte sur la partie de l'avenue Pasteur de Vanves et d'Issy-les-Moulineaux qui fut rattachée à Paris en 1925.